# Regulatorpaket

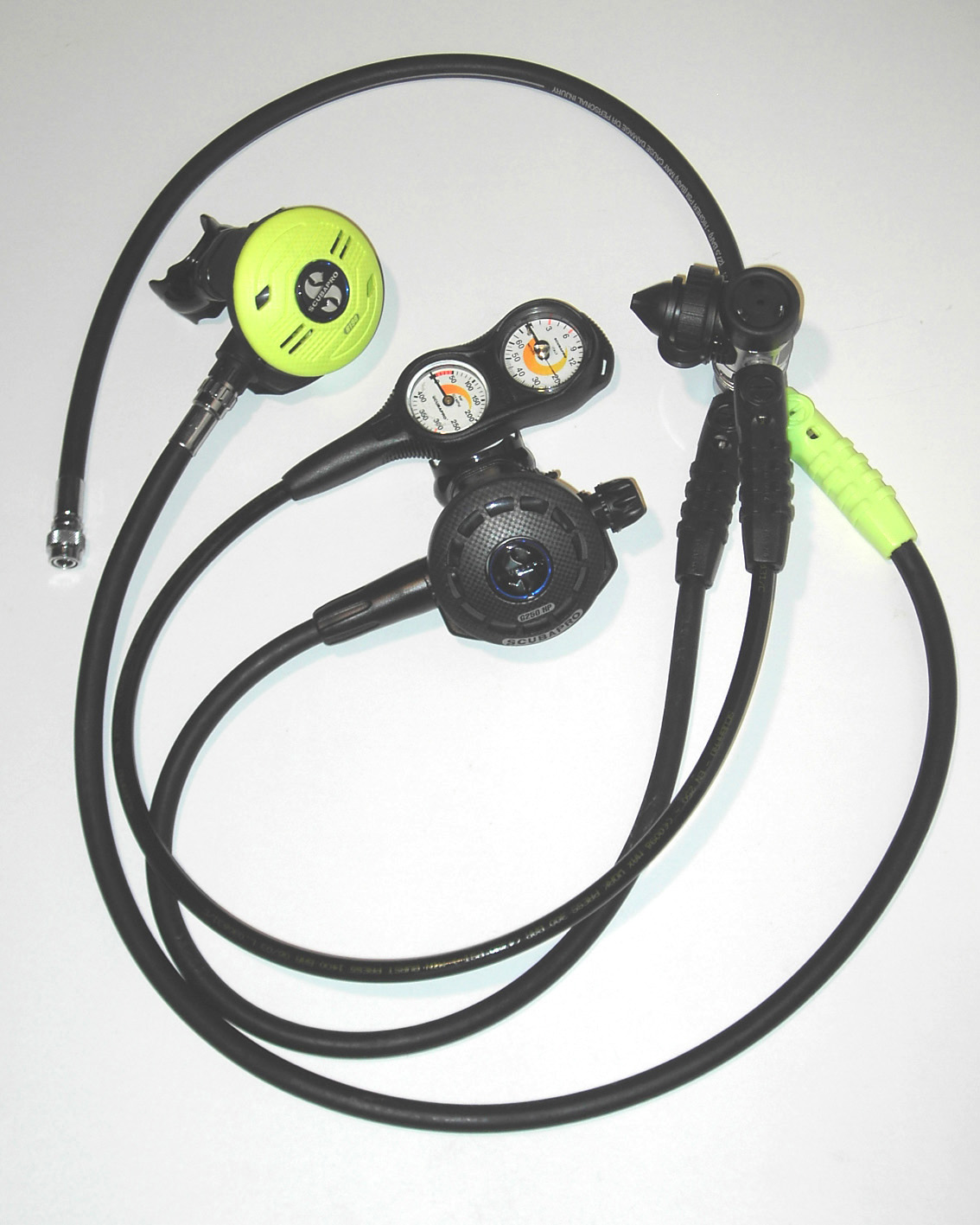
Regulatorpaket

Regulatorpaket tillhör dykutrustningen och är en anordning som omvandlar ett högt gastryck till ett lägre. Regulatorpaketet består vanligen av ett förstasteg, ett eller flera andrasteg samt en manometer.

## Delar

### Förstasteg
Förstasteget, även kallad reduceringsventil, har som uppgift att reducera trycket på gasen som kommer från dykflaskan till ett tryck som konstant ligger cirka 9-12 bar (beroende på tillverkare) över rådande omgivningstryck. Ett förstasteg har ett antal utgångar, en del för "lågtryck" (LP) och andra för "högtryck" (HP). Lågtrycksutgångarna används för kopplingar till andrasteg eller olika inflatorer, medan högtrycksutgångarna oftast används för koppling till en manometer. Vissa förstasteg har en särskild utgång för det "primära" andrasteget som är markerad med någon symbol eller har en särskild gänga. Normalt används ett förstasteg per gasflaska. I äldre dubbelpaket är det dock vanligt att båda flaskorna är kopplade till ett förstasteg.

### Andrasteg
Andrasteg eller doseringsventil som den också kallas, har som uppgift att vid varje inandning dosera gas till dykaren. Den kan vara försedd med ett bitmunstycke eller vara sammanbyggd med en helmask. Normalt används två andrasteg i en dykutrustning. Det andrasteg som normalt används kallas för "primärt" andrasteg och det andra, som används för backup, kallas "sekundärt" andrasteg. Det primära andrasteget, som dykaren använder under normala förhållanden, sitter ofta på en längre slang och kan därmed enkelt delas med andra dykare vid behov. Det sekundära andrasteget sitter på en kortare slang och hänger oftast i ett halsband runt halsen på dykaren, det är därmed enkelt att byta till det när det primära används av en annan dykare.
I vissa fall kan det sekundära andrasteget vara sammanbyggt med inflatorn, en så kallad inflatorregulator. Förr kallades det sekundära andrasteget för "octopus", idag refereras det oftast till som "backupregulator" eller "backupen".

### Manometer
En manometer används för att mäta trycket i dykflaskan och ger på så sätt information om kvarvarande gasmängd.
Det finns flera varianter: 
- Mekaniskt visarinstrument - Den absolut vanligast förekommande varianten. Den är kopplad till förstasteget med en högtrycksslang. Visarskalan är graderad i bar och mätområdet skall vara 0 - 300 bar för en regulator avsedd för max 200 bar, respektive 400 bar för en avsedd för 300 bar.
- Digitalmanometer - visar trycket i ett digitalt teckenfönster. Denna variant kan även ha andra funktioner såsom realtidsberäknad gasförbrukning, återstående gasförråd i minuter räknat med mera. Instrumentet är oftast kombinerat med någon form av dykdator.
- Tryckgivare/transponder - En liten enhet som monteras på förstasteget och som mäter trycket och trådlöst sänder data vidare till dykdatorn på armen. En mycket kostsam lösning som dock eliminerar behovet av en högtrycksslang som kan gå sönder. Detta innebär dock att om dykdatorn går sönder/tappas så vet man vare sig hur djupt man är eller hur mycket gas som finns kvar.

### Slangar
Slangar finns av många slag i dyksammanhang.

## Regulatorpaket
Följande slangar används i regulatorpaket för att ansluta olika saker till förstasteget:
- Lågtrycksslang för anslutning till dykväst. (inflatorslang)
- Lågtrycksslang för anslutning till torrdräkt (inflatorslang)
- Lågtrycksslang för anslutning till primärt andrasteg. (långslang/longhose)
- Lågtrycksslang för anslutning till sekundärt andrasteg.
- Högtrycksslang för anslutning till manometer. (HP-slang)

Snabbkopplingarna till dessa kan vara av olika slag:
- INT är den vanliga kopplingen på många västar. Kallas ibland för Seaquest-koppling. Har lågt flöde då den är uppbyggd kring en bildäcksventil.
- CEJN serie 221 är en tryckluftskoppling som tillåter högre flöde och i första hand används på torrdräkter av nordiskt ursprung, till exempel Viking och Poseidon.
- Specialkopplingar för inflatorregulatorer, dessa kopplingar brukar vara lite grövre än CEJN 221.
- Specialkopplingar för högtrycksslang till luftintegrerade dykdatorer.

## Kallt vatten
I nordiska dykvatten råder en frysrisk. Anledningen är temperatursänkningen vid trycksänkningar samt att det omgivande vattnet kan vara kallt. 
Det finns en del åtgärder man kan vidta för att minska risken för frysning:
- Använda utrustning avsedd för dykning i kallt vatten. SS-EN 250 kräver särskild märkning av regulatorer som inte är testade för kallvatten, något man bör komma ihåg ifall man köper utrustning utomlands.
- Se till att man har torr gas i sina flaskor.
- Vissa förstasteg kräver att man monterar speciella frysskydd.

Om det är minusgrader ute och nära noll i vattnet bör man:
- Undvika att andas i regulatorn på land eller i ytan innan dyket.
- En annan metod är, att precis innan man dyker, hälla varmt vatten i regulatorn och snabbt dyka ner en bit. Detta tar bort eventuell isbildning i regulatorn.
- Se till att man andas "torrt". Det vill säga undvika att släppa in en massa vatten i munnen och se till att blåsa ut allt vatten ur regulatorn.